# Slatina (Přešťovice)
Slatina (německy Slatina) je osada v okrese Strakonice v Jihočeském kraji. Je součástí obce Přešťovice. Všechny domy ve Slatině náleží katastrálnímu území Přešťovice, avšak zdejší kaple a kříž již leží v katastrálním území Štěkeň. Osada se nachází asi 7 km severovýchodně od severovýchodně od Strakonic. V roce 2021 zde žilo 43 obyvatel v 15 domech.
Je zde registrováno 21 čísel popisných a 14 čísel evidenčních. Západně od osady leží Silniční rybník.
V letech 1869 – 1950 byla Slatina osadou obce Štěkeň, později připadla obci Přešťovice.
| Rok            | 1869 | 1880 | 1890 | 1900 | 1910 | 1921 | 1930 | 1950 | 1961 | 1970 | 1980 | 1991 | 2001 | 2011 | 2021 |
| -------------- | ---- | ---- | ---- | ---- | ---- | ---- | ---- | ---- | ---- | ---- | ---- | ---- | ---- | ---- | ---- |
| Počet obyvatel | 109  | 126  | 103  | 103  | 90   | 99   | 74   | 65   | –    | 55   | 30   | 28   | 31   | 35   | 43   |
| Počet domů     | 15   | 15   | 15   | 15   | 15   | 16   | 16   | 16   | –    | 15   | 12   | 19   | 19   | 19   | 15   |